# Регби Азии
Регби Азии (англ. Asia Rugby) — международная спортивная организация, управляющая регби в Азии, является одной из шести континентальных организаций, контролируемых World Rugby. 31 национальных регбийных союза имеют членство в Регби Азии, 17 из которых являются полноправными членами и World Rugby.

## История
Первый регбийный клуб в Азии был основан в Иокогаме 26 января 1866 года группой британских военных, что делает его одним из наиболее ранних клубов в мире. До конца XIX столетия формируются ещё несколько клубов — на Цейлоне и в Гонконге. В последующие десятилетия регби распространяется по территории Азии в основном на территориях, подконтрольных Британской империи. Позднее всего игра пришла на Ближний Восток — уже после Второй мировой войны, когда британские нефтяники-экспаты провели между собой матч в Кувейте.
В 1968 году был создан предшественник Регби Азии — Азиатский регбийный союз. Основателями организации стали национальные союзы Гонконга, Китайского Тайбэя, Малайзии, Сингапура, Таиланда, Шри-Ланки, Южной Кореи и Японии. Через год АРС создал Азиатский турнир по регби, позже известный как Кубок пяти азиатских наций. В 2015 году организация получила своё нынешнее название — Регби Азии, а главный турнир был переименован в Чемпионат Азии по регби.

## Международные соревнования
- Чемпионат Азии по регби — главный турнир среди мужских сборных по регби-15. Состоит из Кубка трёх наций, в котором участвуют сборные Гонконга, Южной Кореи и Японии, и трёх дивизионов, в которых соревнуются все остальные азиатские команды. В большинстве случаев победителем становилась сборная Японии.
- Чемпионат Азии по регби среди женщин[англ.] — основан в 2006 году, за это время победительницами турнира становились регбистки из Казахстана (пять раз), Китая (дважды), Лаоса, Сингапура и Японии.
- Азиатская серия по регби-7[англ.] — региональный турнир по типу Мировой серии, проводится с 2009 года.
- Азиатская серия по регби-7 среди женщин[англ.] — аналогичный турнир среди женских сборных, с 2000 по 2002 год проводился как часть Hong Kong Sevens.

## Члены
В Регби Азии 36 членов, из которых только 22 являются полноправными членами World Rugby.

Входят в World Rugby (ассоциированные члены выделены курсивом):
- Бруней
- Гонконг
- Гуам
- Индия
- Индонезия
- Иордания
- Иран
- Казахстан
- Катар
- Китай
- Китайский Тайбэй
- Кыргызстан
- Лаос
- Ливан
- Малайзия
- Монголия
- Непал
- ОАЭ
- Пакистан
- Сингапур
- Сирия
- Таиланд
- Узбекистан
- Филиппины
- Шри-Ланка
- Южная Корея
- Япония

Не связаны с World Rugby (ассоциированные члены Регби Азии выделены курсивом):
| - Афганистан - Бангладеш - Бахрейн |  | - Ирак - Камбоджа - Макао |  | - Оман - Палестина - Саудовская Аравия |  | Бывшие члены - Вьетнам - Арабский залив |

Регбийный союз Арабского залива, в который входили Бахрейн, Катар, Кувейт, ОАЭ, Оман и Саудовская Аравия, был расформирован в 2011 году. В World Rugby состоит только Регбийный союз ОАЭ, который в 2012 году стал его сотым членом. Некоторые регбийные союзы, страны которых территориально полностью или частично находятся в Азии, управляются Регби Европы: Армении, Кипра, Грузии, Израиля и России. Однако Федерация регби Казахстана регулируется Регби Азии, несмотря на то, что остальные спортивные федерации страны регулируются европейскими органами (например, Федерация футбола Казахстана — УЕФА). Кроме того, к Регби Азии принадлежит Регбийный союз Гуама, хотя формально государство находится в Океании, а Индонезия находится частично в Азии и частично в Океании. Камбоджа была исключена из Регби Азии в 2016 году, потому что не сумела выполнить критерии нахождения в организации.
Несмотря на то, что Федерация регби России не входит в состав Регби Азии, с 2020 года между ФРР и Регби Азии действует меморандум о взаимопонимании.